# Memorie di un soldato bambino
Memorie di un soldato bambino (2007) è il primo romanzo di Ishmael Beah, in cui racconta la sua terribile esperienza di bambino soldato nella Sierra Leone, costretto ad arruolarsi nell'esercito.

## Edizioni
- Ishmael Beah, Memorie di un soldato bambino, collana Le tavole d'oro, Neri Pozza,  p. 256, ISBN 978-88-545-0176-8.